# Campo magnético estelar

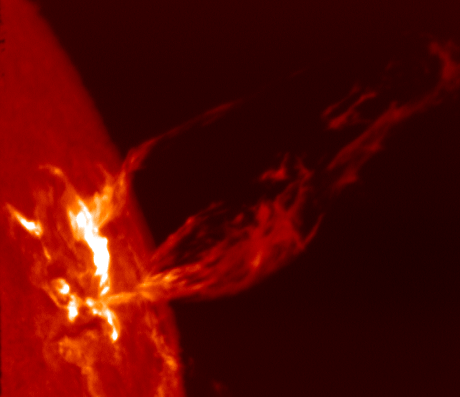
O campo magnético do Sol é responsável por esta ejeção massiva de plasma.

O campo magnético do Sol é gerado na interface da zona convectiva e zona radiativa do Sol, região chamada de tacóclina, onde ocorrem mudanças no padrão de velocidade do plasma. É nessa interface que parte do processo do dínamo ocorre e, consequentemente, o campo magnético do Sol é gerado. O dinamismo do campo é responsável pelo aparecimento de manchas solares, ejeções de massa coronal (EMC), etc.
A teoria do dínamo é a mais aceita para explicar a origem do campo. Ela descreve o processo pelo qual o fluído, em rotação e convecção, mantém o campo magnético